# Дмитриево-Полянский сельсовет
Дмитриево-Полянский сельсовет — муниципальное образование в Шаранском районе Башкортостана.
Согласно Закону о границах, статусе и административных центрах муниципальных образований в Республике Башкортостан имеет статус сельского поселения.

## Географическое положение
Дмитриево-Полянский сельсовет граничит с Нижнеташлинским, Зириклинским, Шаранским, Писаревским и Старотумбагушевским сельскими советами.

## Население
| 2002 | 2009  | 2010 | 2012 | 2013 | 2014 | 2015 |
| ---- | ----- | ---- | ---- | ---- | ---- | ---- |
| 1123 | ↗1152 | ↘924 | ↘905 | ↘897 | ↘854 | ↗856 |
| 2016 | 2017  | 2018 |      |      |      |      |
| ↘820 | ↘799  | ↘781 |      |      |      |      |

## Состав
В состав сельсовета входят 7 населённых пунктов:
- д. Буляково,
- д. Дмитриева Поляна,
- д. Загорные Клетья,
- д. Исаметово,
- д. Источник,
- д. Каракулька,
- д. Преображенское.